# 朗詩綠色地產
朗詩綠色地產，前稱深圳科技（深圳科技控股有限公司），為上市公司（港交所：0106）。王聰德為集團主席。於1986年3月24日上市，前身為「十字軍有限公司」、「十字軍控股有限公司」，以及「偉東集團有限公司」。王聰德為主要股東。主要從事物業投資、發展及買賣、證券投資及買賣、金融服務。
2013年7月，朗詩集團以8.63億元向大股東王聰權收購深圳科技63.4%股份，每股0.685元。收購完成後，深圳科技易名為朗詩綠色地產有限公司。
2013年9月，朗詩綠色地產透過附屬公司南京朗銘房地產開發有限公司以人民幣8.45億元投得上海市奉賢區金匯鎮一幅地皮。
2013年11月，朗詩綠色地產以8.08億人民幣奪得浙江省杭州市余杭區一幅地皮。
2019年11月, 朗詩綠色集團公布，公司之名稱已由「Landsea Green Group Co. Ltd」更改為「Landsea Green properites Co. Ltd」及公司已採納「朗詩綠色地產有限公司」取代「朗詩綠色集團有限公司」為其新中文第二名稱，自今年10月8日起生效。另外，公司股份於聯交所買賣之英文股份簡稱將由「Landsea green」更改為「Landsea PPT」，而中文股份簡稱則由「朗詩綠色集團」更改為「朗詩地產」，自今年2019年11月26日上午９時正起生效；股份代號則維持不變。

## 外部連結
- 朗詩綠色地產 （页面存档备份，存于）